# MC (Hip-Hop)

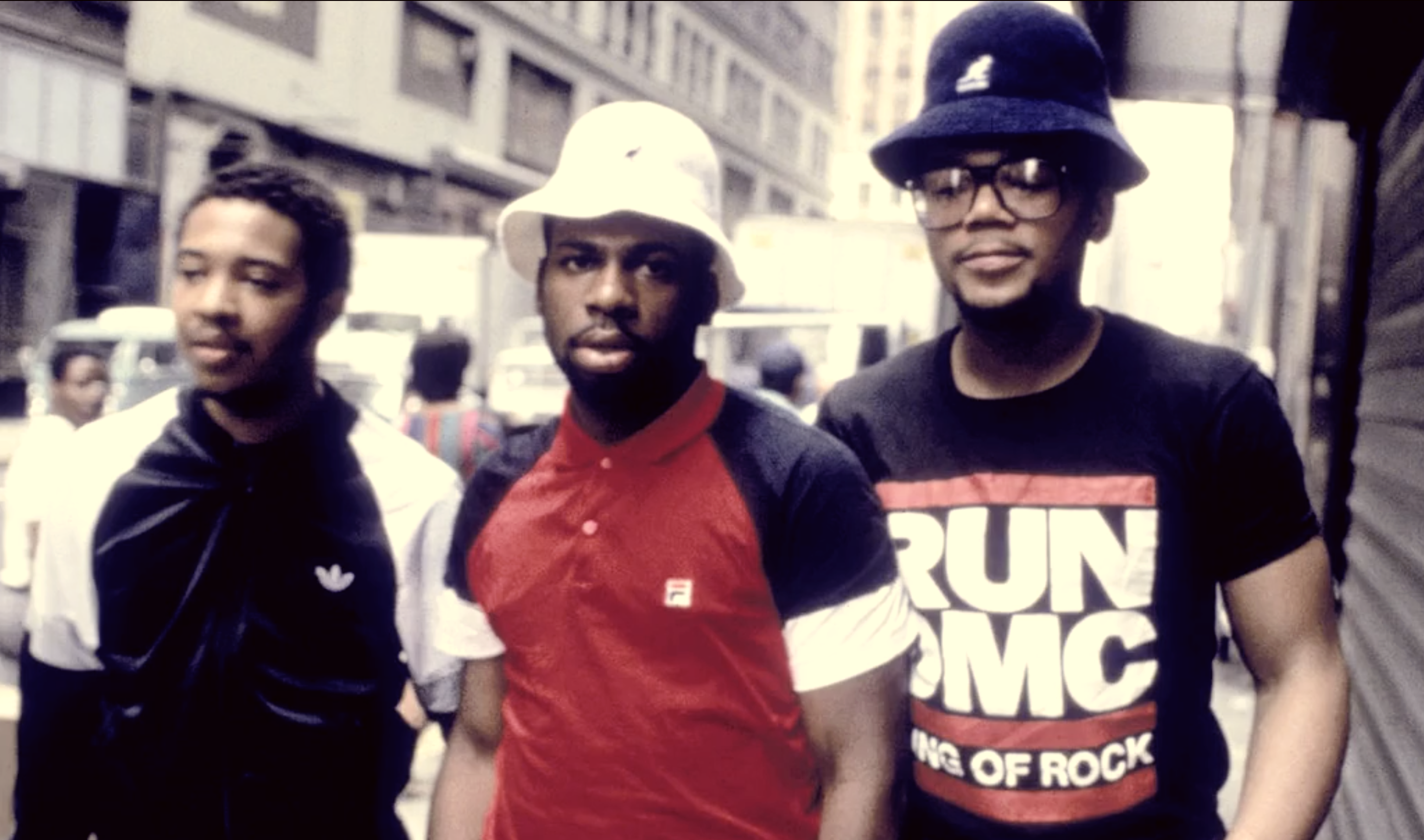
Darryl McDaniels (re.) war der MC der einflussreichen New Yorker Hip-Hop-Gruppe Run-D.M.C.

MC ist die Bezeichnung für einen Sprechgesangskünstler bei einer musikalischen Bühnendarbietung im Hip-Hop oder auch (mittlerweile seltener) im EDM-Bereich.
Die Abkürzung leitet sich vom Master of Ceremonies („Zeremonienmeister“) oder  Mistress of Ceremonies („Zeremonienmeisterin“) ab, da der MC ursprünglich in den 1970er Jahren als eine Art Conférencier fungierte, der während des Bühnenprogramms als Sidekick des DJs Ansprachen machte und Mitteilungen auf unterhaltsame Weise verkündete. Später agierte der MC als sprechender (teils auch schreiender) Artist, der für Songs die Vokalmusik übernimmt. 
Der Ausdruck stammt aus der Hip-Hop-Szene, wird daher umgangssprachlich auch für Rapper und Begleitvokalisten verwendet und ist zentraler Bestandteil der Hip-Hop-Kultur. Ein MC hat grundsätzlich die Funktion, dem Publikum „einzuheizen“, es also in Stimmung zu bringen und zu unterhalten.

## Geschichte und Merkmale
In den Vereinigten Staaten setzte sich der Ausdruck insbesondere in den 1970ern und 1980ern innerhalb der Hip-Hop-Szene durch. Manchmal wird die Abkürzung MC auch als „Microphone controller“ oder „Microphone checker“ interpretiert. Innerhalb der Szene wird fast ausschließlich MC und nicht die Langform verwendet. Einige Rapper haben den Begriff sogar in ihrem Künstlernamen (z. B.: MC Hammer, Bomfunk MC’s). Die erste weibliche MC war Sha-Rock.
Mit Aufkommen des Hardcore Techno und später des Hardstyles erweiterte sich der Wirkungskreis der MCs. So war es nicht mehr üblich, dass jeder MC aus dem Hip-Hop-Bereich stammt oder in kleineren Gruppen separat auftrat, sondern viele Großevents mit mehreren tausend Zuschauern als MCs „moderierten“. Andere MCs produzieren zusammen mit DJs und leihen dort ihre Stimme.
Heutzutage ist es üblich, dass MCs im Techno- und Drum-and-Bass-Bereich vertreten sind. Ein typisches Beispiel dafür stellt die Techno-Band Scooter mit ihrem MC und Frontmann H. P. Baxxter dar.